# Kovaleve, Kotelva
Kovaleve (în ucraineană Ковалеве) este localitatea de reședință a comunei Kovaleve din raionul Kotelva, regiunea Poltava, Ucraina.

## Demografie
Componența lingvistică a localității Kovaleve
     Ucraineană (97,09%)
     Rusă (2,33%)
     Alte limbi (0,29%)
Conform recensământului din 2001, majoritatea populației localității Kovaleve era vorbitoare de ucraineană (97,09%), existând în minoritate și vorbitori de rusă (2,33%).